# Aspila cystiphora
Aspila cystiphora är en fjärilsart som beskrevs av Hans Daniel Johan Wallengren 1860. Aspila cystiphora ingår i släktet Aspila och familjen nattflyn. Inga underarter finns listade i Catalogue of Life.